# Земля-сніжка

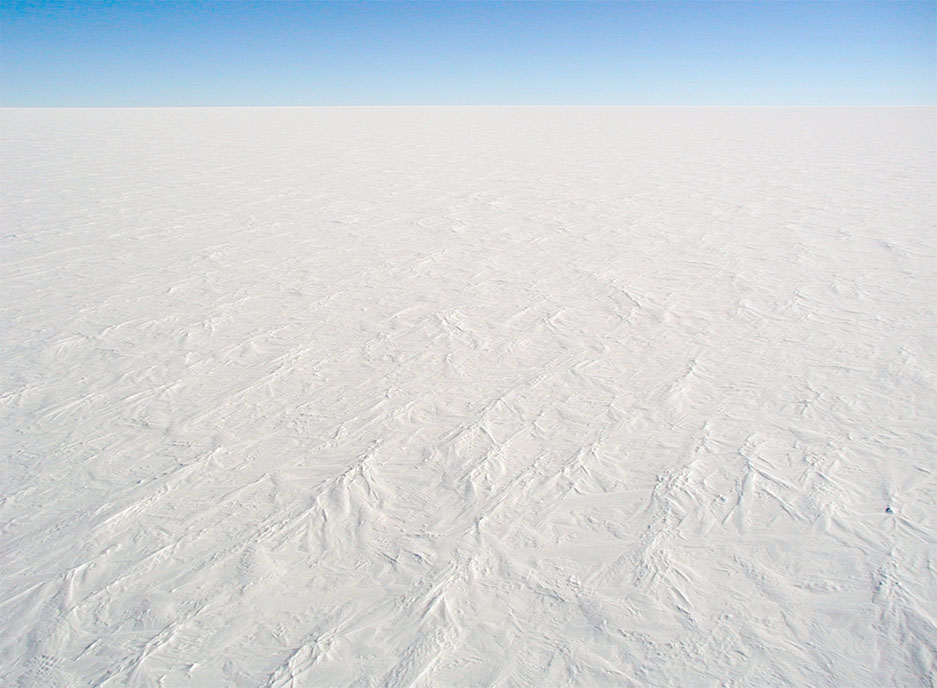
Приблизно так виглядала поверхня Землі у часи кріогенію

«Земля-сніжка» (англ. Snowball Earth) — гіпотеза, що припускає, начебто Земля інколи була повністю вкрита льодом під час кріогенійського й едіакарського періодів Неопротерозойської ери і, можливо, в інші геологічні епохи.
Гіпотеза була створена, щоб пояснити відкладення льодовикових осадів у тропічних широтах під час кріогенію (850—630 млн років тому) та інші загадкові риси геологічного кріогенію. Після закінчення останнього великого зледеніння прискорилася еволюція багатоклітинних.
Теоретично гіпотеза була обґрунтована у 1950-х роках радянським кліматологом Будико М. І., як результат енерго-балансового моделювання стабільного режиму клімату, за якого вся поверхня планети може бути вкрита снігом і льодом — модель «Білої Землі».
За версією Пола Гофмана Земля перетворилася в суцільну «сніжну грудку», середня температура на планеті знизилася до −45 °С, льодовик укрив усю Землю льодовою товщею до 1,5 км.